# 段熲
段熲（？—179年），字紀明，武威郡姑臧縣人，東漢官員，曾任護羌校尉、平羌大將、司隸校尉、三公之首太尉等職位。典故“血战积石”就来自段太尉，凉州武力豪族的代表人物之一，出自武威郡段氏。

## 生平

### 血战积石
少時習弓，有文武智略，初舉孝廉，後戌邊十餘年。延熹二年（159年），西羌的烧当、烧何、当煎、勒姐等八种羌進攻金城塞，被段颎击败。隔年，羌人又攻张掖郡，段颎出塞2000餘里，追击40餘日，至积石山（今青海阿尼玛卿山脉）大敗羌人。延熹六年冬天，段颎復任护羌校尉，滇那诸羌闻說段颎到來，皆降，隔年又击破当煎、勒姐等种羌。
永康元年（167年），当煎羌又叛，進攻张掖郡，被段颎击破之。至此西羌平定。
建寧元年（168年）春天，段颎率军万余人，携带十五日粮，从彭阳直指高平，與先零諸種戰於逢義山，羌軍退敗，斬首八千餘級，获牛马羊二十八万头。拜破羌將軍。是年夏天，追羌出橋門，率領輕兵日夜兼行二百餘里，至奢延澤（今陝西靖迸縣西北，在奢延縣界）、落川（在奢延水南）、令鮮水上（甘肅張掖縣界，一名合黎水），连败之，及於靈武谷（今寧夏銀川西南、青銅峽市境的賀蘭山東側），段熲身先士卒，無人敢殿後，羌遂大敗，段熲急追三天三夜，士兵腳下長繭，直至安定涇陽，羌人最後逃入漢陽山，聚集於凡亭山；凡亭被段熲攻破，又聚於射虎谷，段熲在西縣結柵欄以遮之。
段熲屢破羌軍，先后180場戰役，斩杀近4萬人，獲得牲畜42萬多頭。漢桓帝曾詔問他平羌方略，段熲主張採取攻擊屠殺方式，反對招撫。漢靈帝初期，竇太后臨朝，段熲再度主張強硬杀伐政策，绝不妥协。
建寧二年（169年），东羌为段颎杀灭，至此东西羌彻底平定。

### 两度太尉
漢靈帝時官至太尉。
段熲與宦官往來，以保權位。
光和二年，段熲接替桥玄担任太尉，在位月余。因日食自我弹劾，诏收印绶，转交廷尉处置。宦官王甫被司隸校尉陽球所誅，段熲遭到牽連下獄，在獄中饮鸩自杀，家屬徙邊。

## 后事
後經中常侍呂強上疏，其妻子儿女才能回到武威郡姑臧县，大理段氏为其后裔，故称自己为姑臧旧族。
段煨或许是他的同族。

## 延伸阅读
[在维基数据编辑]
 《後漢書/卷65》，出自范晔《後漢書》
 《東觀漢記》